# Chapelle Sainte-Magdeleine de Marnhargues
La chapelle Sainte-Magdeleine de Marnhargues est une chapelle située à Marnhagues-et-Latour, en France.

## Description
La chapelle présente une nef et un chœur plus étroit. Il s'agit d'un édifice modeste dont la nef rectangulaire, mesurant 7m70 sur 4m50, est couverte d'un toit à longs pans en tuiles. Le chevet se compose d'une travée droite et d'une abside en hémicycle, légèrement plus étroite, vraisemblablement construite au XIIe siècle. Couvert en lauzes, le chevet présente un appareil réglé en grès.

## Localisation
La chapelle est située à environ 500 m au sud du petit hameau de Marnhagues, sur la commune de Marnhagues-et-Latour sur le causse du Larzac.

## Historique
La chapelle est mentionnée pour la première fois en 1184, où il est dit qu'elle relève de l'abbaye de Vabres (Jacques Bousquet, 1994)
La paroisse de Marnhagues, isolée, en perte d’autonomie disparut assez tôt et fut sous l’ancien régime rattachée à celle de Saint-Maurice-de-Sorgues.
L'édifice est inscrit au titre des monuments historiques par arrêté du 14 février 2024.